# Pere Font (músic)
Pere Font va ser un organista del segle XVI-XVII que va regir el magisteri de l'orgue de la Seu de Girona a partir del 1611, tot i que es desconeix la data final del seu exercici.